# سور مدينة القيروان
سور القيروان هو معلم اثري تونسي يحيط بالمدينة القديمة في القيروان.

## لمحة تاريخية
تم بناء سور مدينة القيروان 762 في عهد الخليفة العباسي أبو جعفر المنصُور، وبه 6 ابواب وقد شيد على يد والي القيروان وقتها محمد بن الأشعث الخزاعي. أعيد بناؤه حوالي عام 1054، في الوقت الذي كانت فيه المدينة لا تزال مزدهرة، كانت مساحتها لا تقل عن تسعة كيلومترات. وبعد الغزوات الهلالية حوالي عام 1057، تقلص حجم المدينة ومدى أسوارها بشكل كبير. يعود السور الحالي إلى الأعمال التي أمر بها البايات الحسينيين ونُفذت بين عامي 1706 و1772.

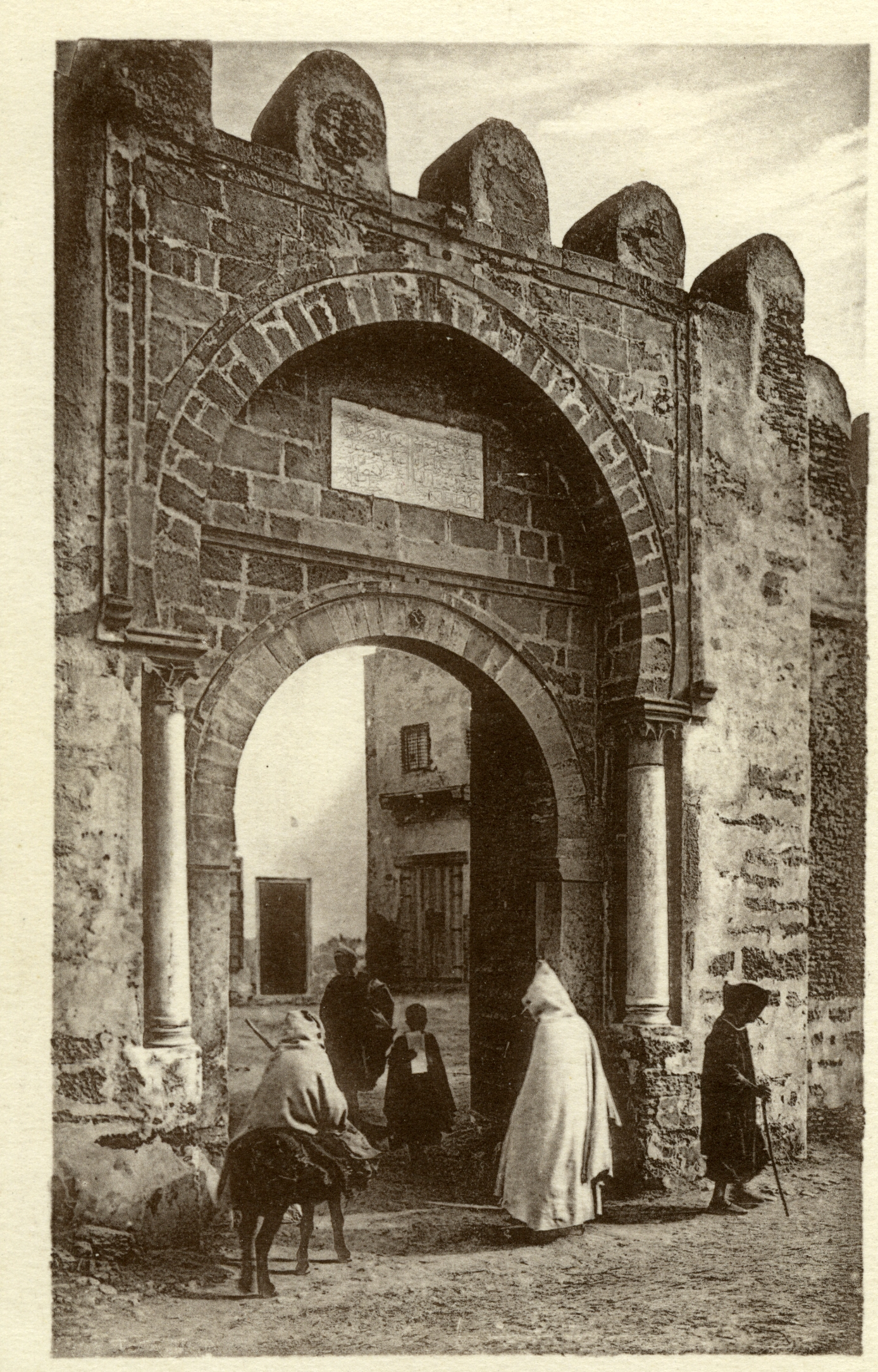
أحد أبواب السور (باب الجديد) حوالي عام 1900.
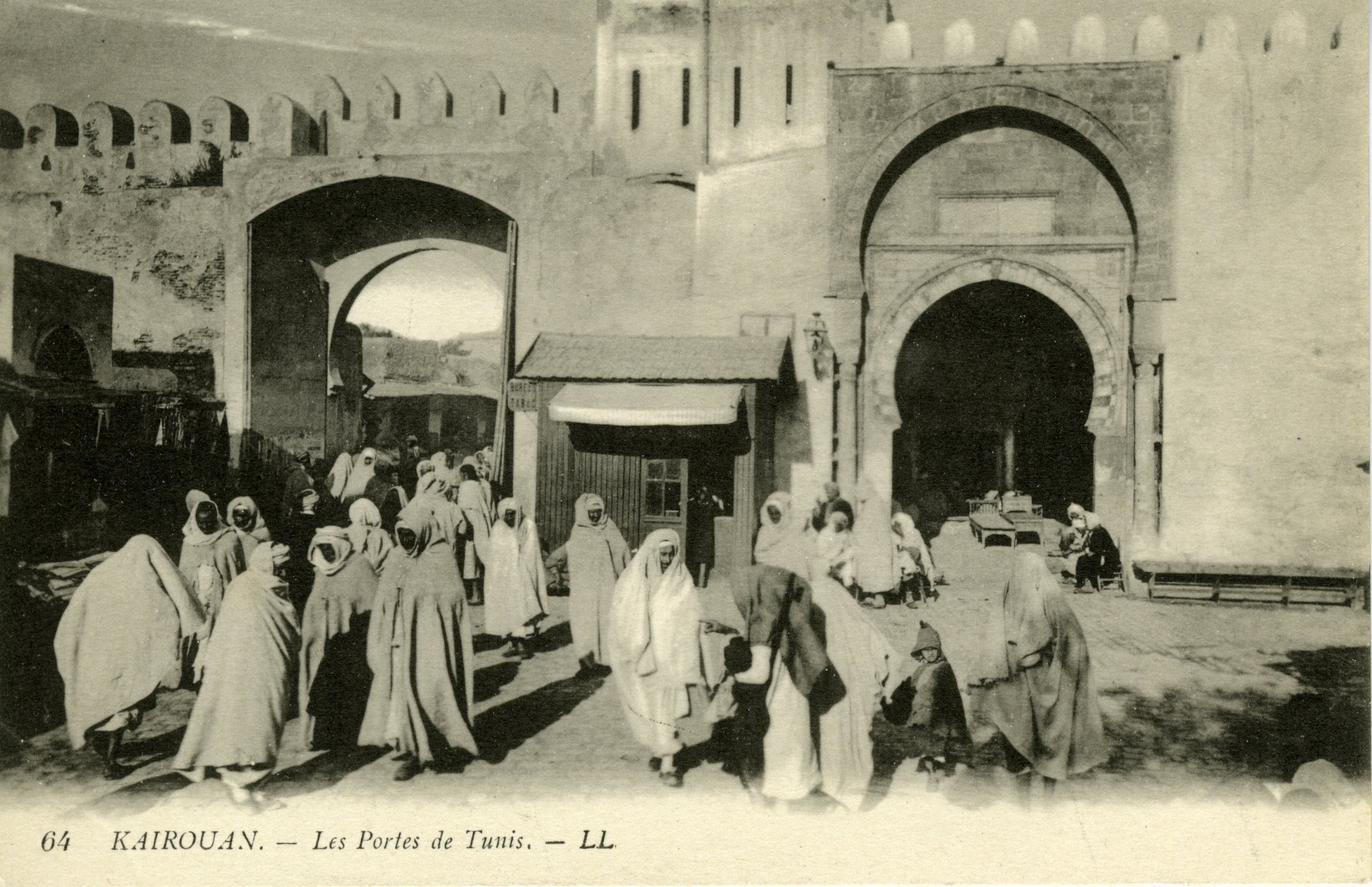
منظر لباب آخر للسور (باب تونس) حوالي عام 1900.
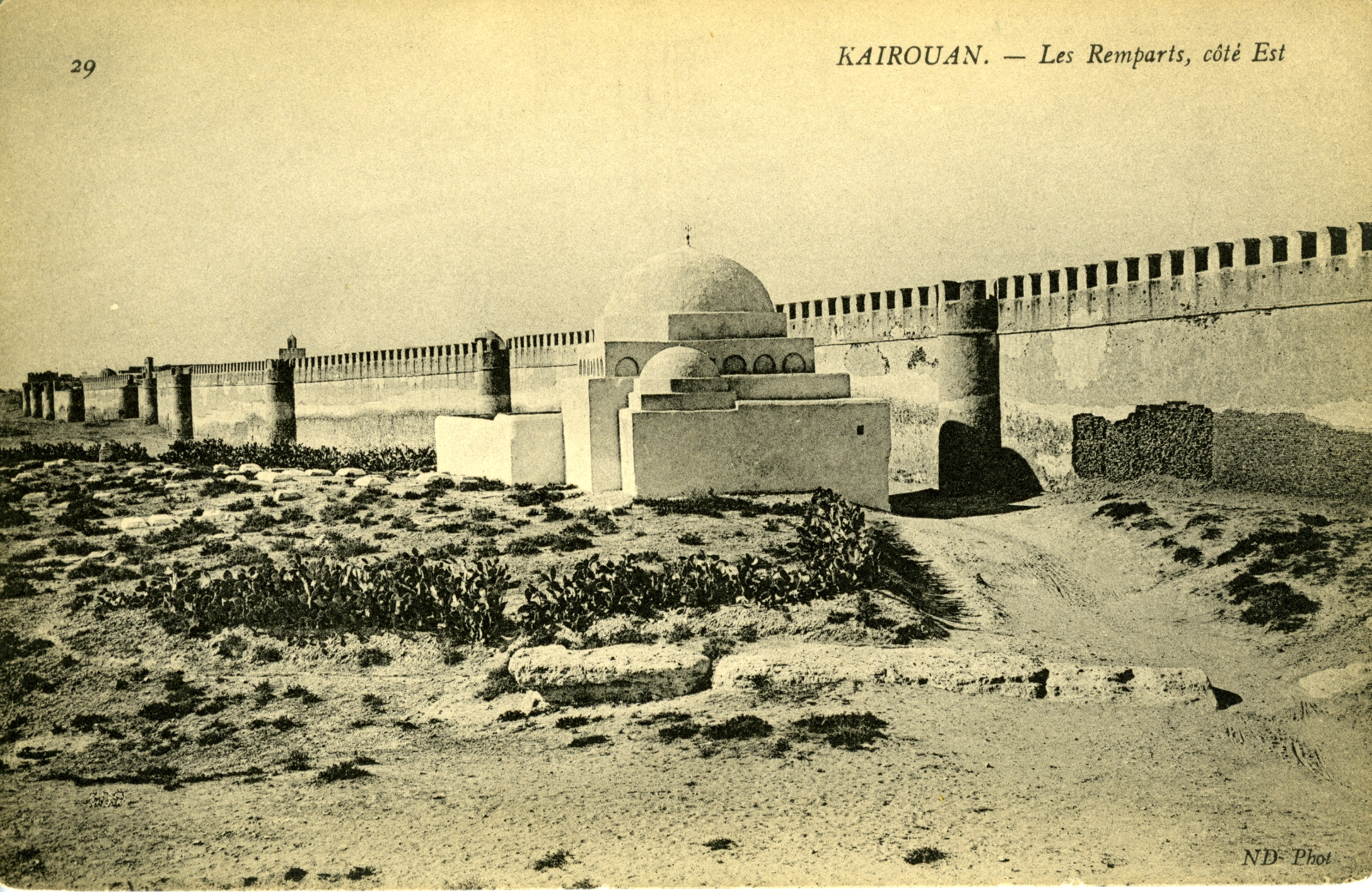
منظر للسور في بداية القرن العشرين.

في 16 ديسمبر 2023، انهار جزء من السور على مستوى سيدي سيوري قرب باب الجلادين وقُتل ثلاثة عمال أثناء أعمال الترميم، وفُتح على الفور تحقيقان إداري وقضائي.

## الوصف

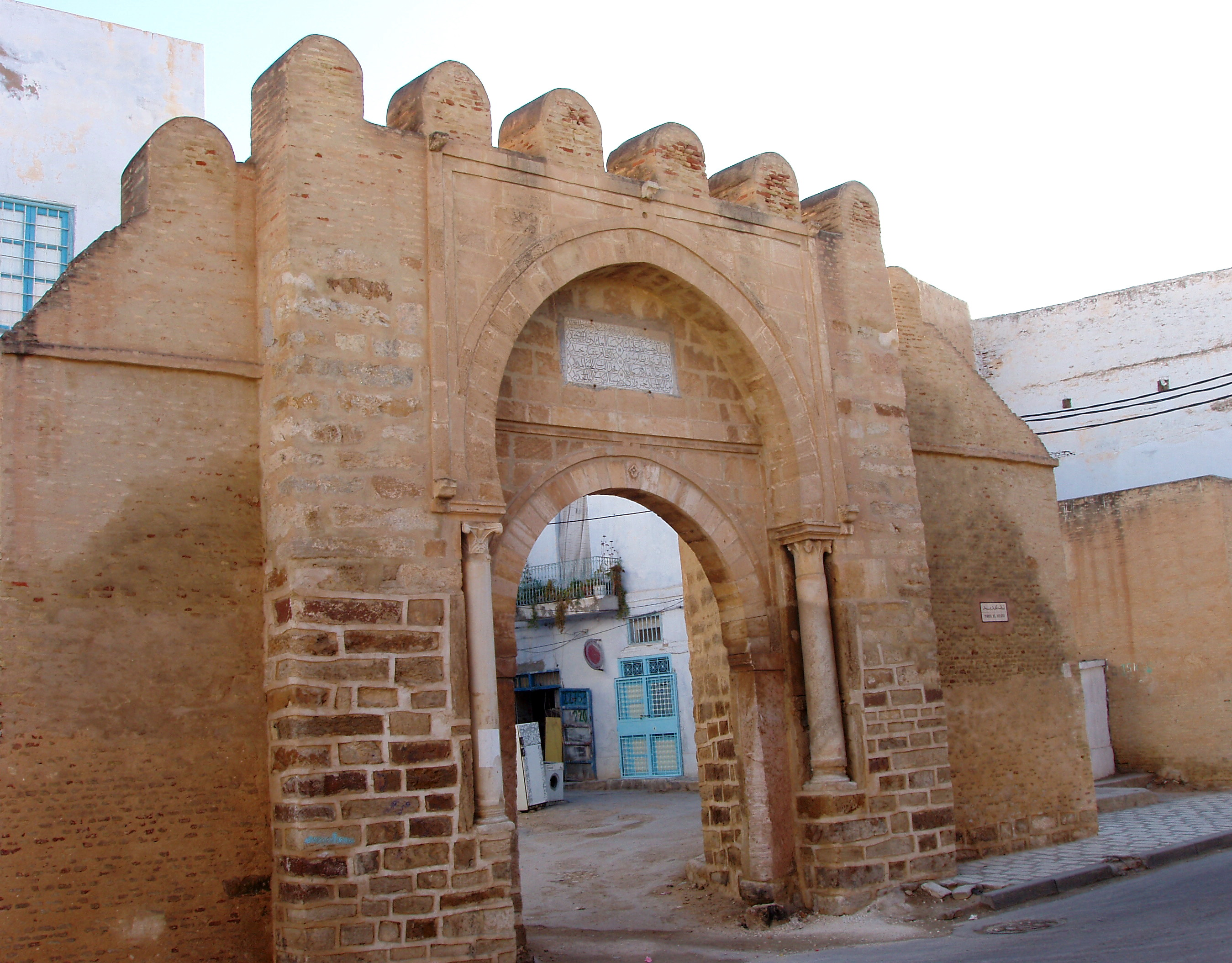
صورة لباب الجديد احد ابواب مدينة القيروان

يحيط السورالمبني بشكل رئيسي من الطابوق والتُربة المدكوكة بالمدينة القديمة التي تبلغ مساحتها 54 هكتارًا. ويبلغ محيطه 3.5 كيلومتراً ويتراوح ارتفاعه بين أربعة وثمانية أمتار.

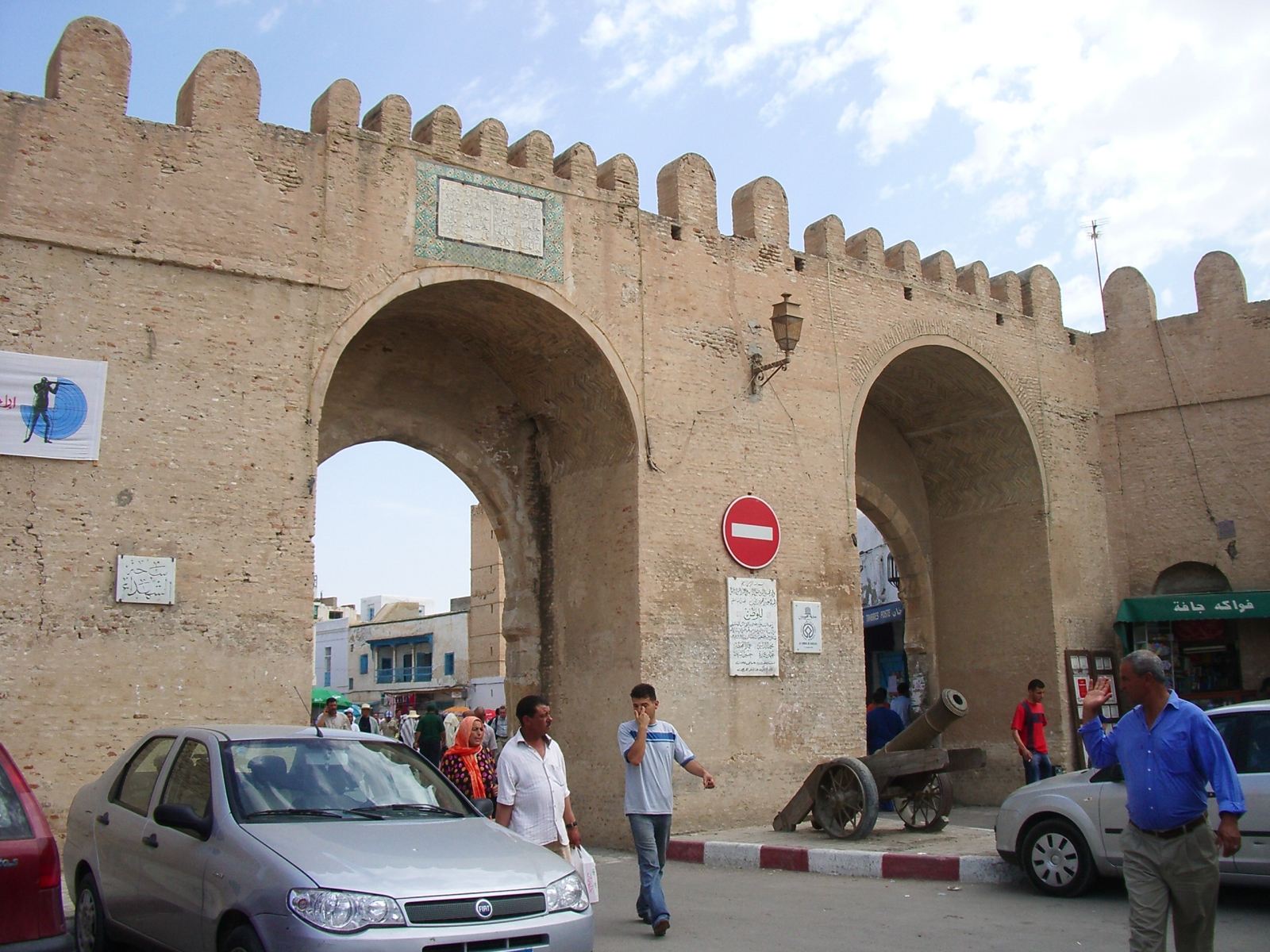
صورة لاحد ابواب مدينة القيروان

تعلوه ثلمات مستديرة، ويحيط به عشرون برجًا دائريًا وزوايا محصنة متعددة الأضلاع ومستطيلة مخصصة لاستيعاب قطع المدفعية. الأبواب، بعضها مستطيلة الشكل، مؤطرة بألواح حجرية منقوشة في عقد متجاوز على شكل حدوة حصان يرتكز على عمودين. ويعلو كل من الأخير تاج يتلقى رافدة ومعدادًا بإفريز مشطوب. القوس محاط بإطار مستطيل به أفاريز في الجزء العلوي.
تتركز مجموعة الزخارف المكونة من زخارف نباتية وكتابية بشكل رئيس في الأعمدة والأجزاء العلوية من الأعمدة التي تؤطر الأبواب. وتعلوها أحيانًا لوحات تذكارية مكتوبة بخط النسخ. في المجمل، لسور القيروان ثمانية أبواب. وفي الركن الشمالي الغربي من السور توجد القصبة الواسعة (القلعة) التي تبلغ مساحتها أكثر من 7000 متر مربع؛ وقد حُول حاليًا إلى فندق.
يُشكل سور القيروان مثالا جيدا للتحصينات المتكيفة مع تقنيات الدفاع العسكري، مع احتفاظها بخصائص الأسوار الإفريقية في العصور الوسطى.

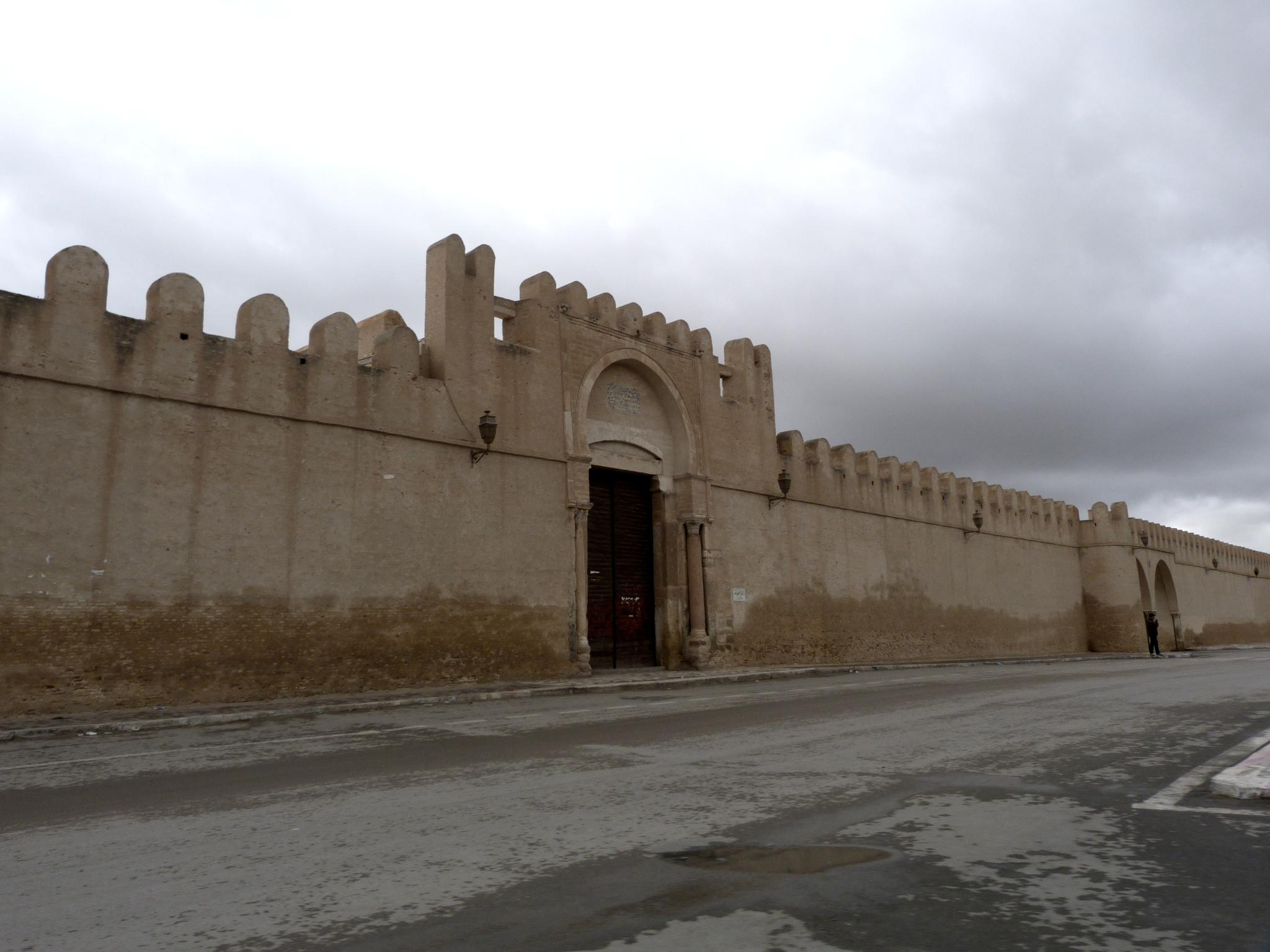
سور مدينة القيروان.
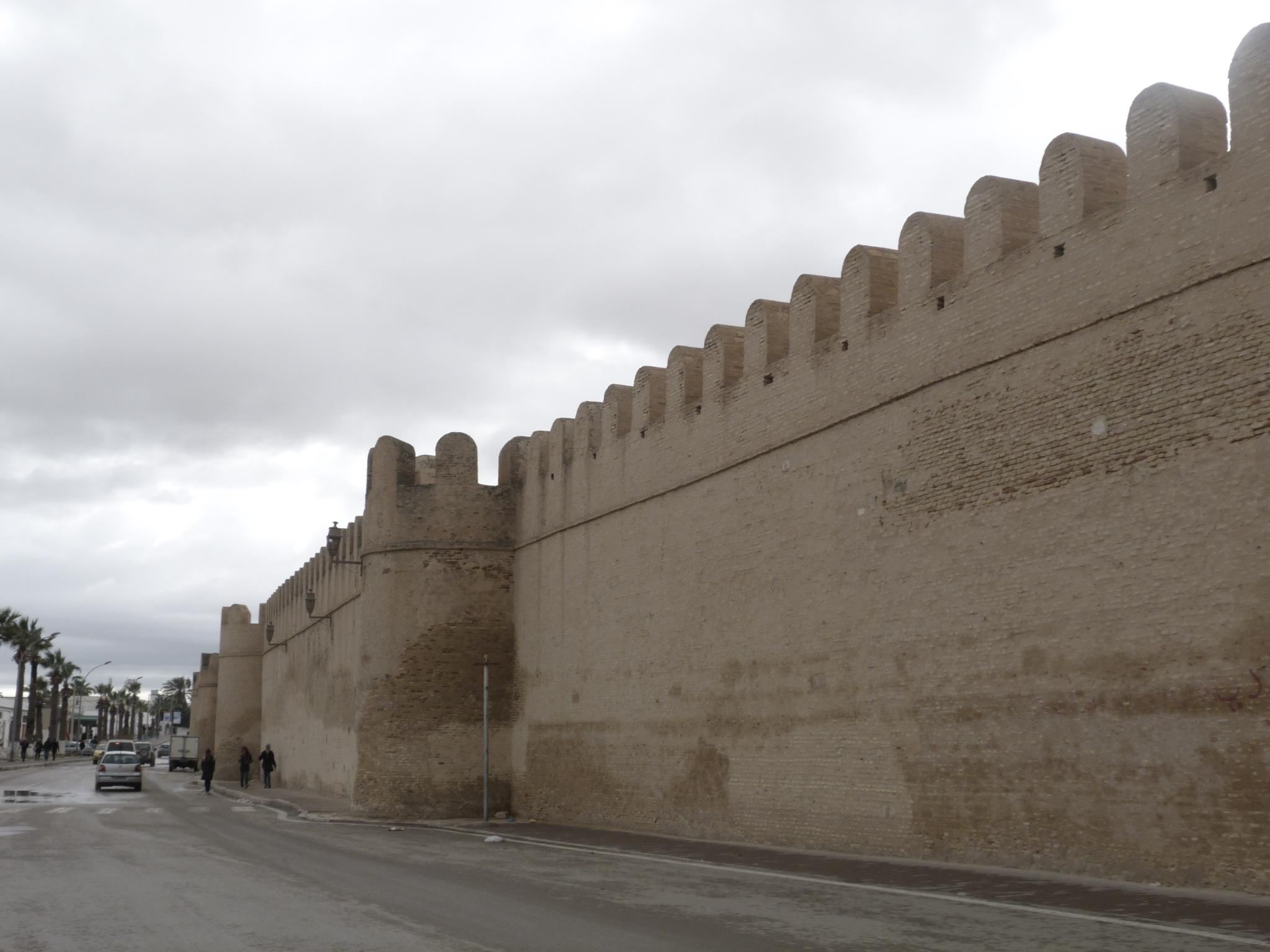
منظر آخر للسور.
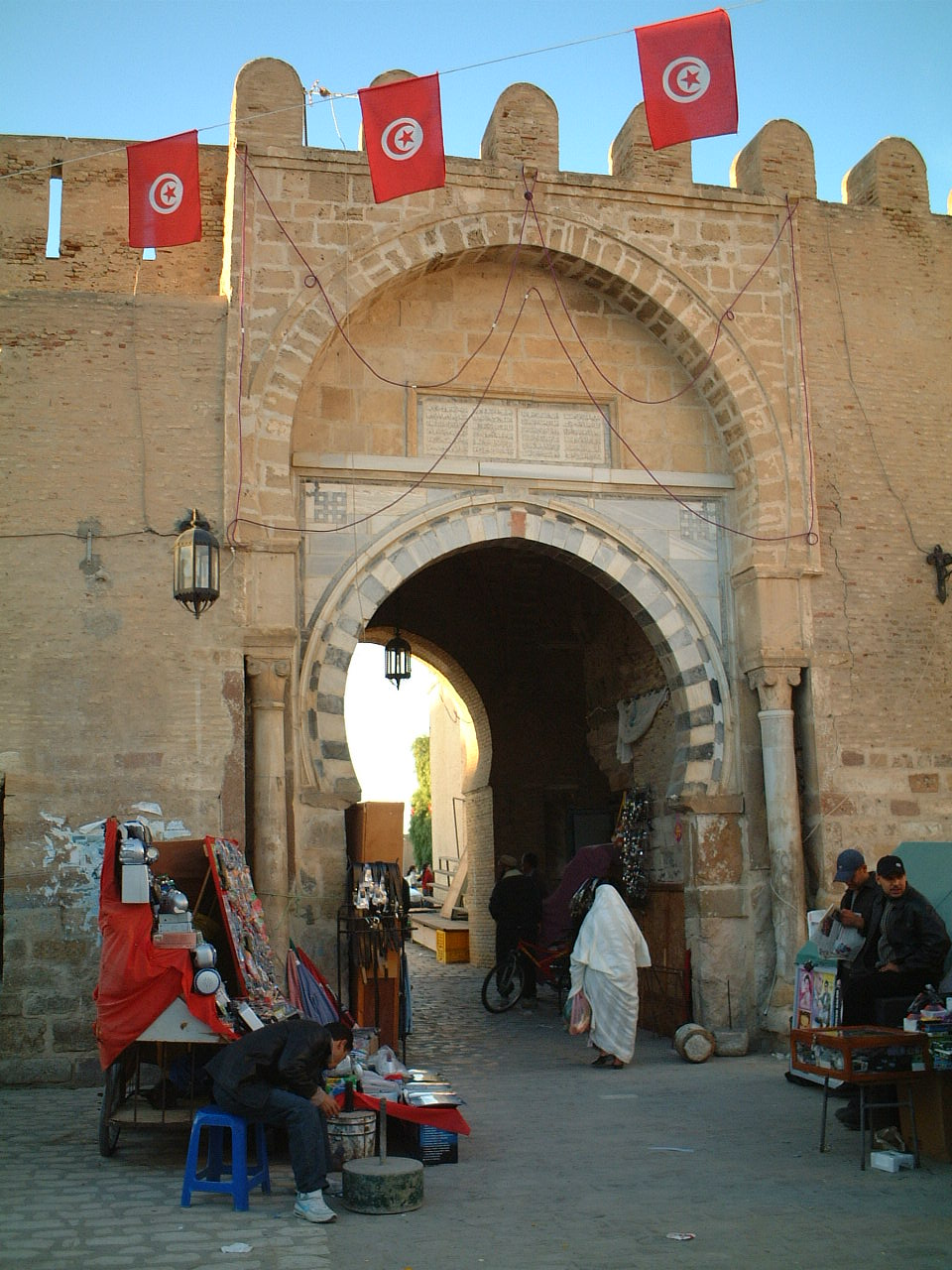
منظر لأحد أبواب المدينة.